# ريتشية منعكسة
ريتشية منعكسة (الاسم العلمي:Ritchiea reflexa) هي نوع من النباتات تتبع جنس الريتشية من الفصيلة القبارية.